# Discagem direta internacional
Discagem direta internacional (DDI) é, no Brasil, o sistema que consiste na discagem internacional automática (sem intervenção da operadora/telefonista) através da inserção de prefixos internacionais e regionais, que se tornou possível graças à automação dos sistemas de telefonia e à telefonia via satélites e cabos submarinos.